# Георгий Гика
Георгий Гика (молд. Георге Гика; 3 марта 1600 — 2 ноября 1664) — господарь Молдавского княжества с 3 (13) марта 1658 по 2 ноября 1659 года и господарь Валахии с 20 ноября 1659 по 1 сентября 1660 года. Основатель господарской династии Гика. Происходил из Албании.

## История
В марте 1658 года правительство Османской империи отстранило от власти в Молдове Георгия Стефана и назначило новым господарём Георгия Гику, который, придя к власти, вскоре заключил союзный договор с трансильванским князем Дьёрдем II Ракоци. В начале ноября 1659 года молдавский престол захватил изгнанный валашский господарь Константин Щербан Басараб, отстранив от власти турецкого ставленника Георгия Гику. Георгий Гика призвал на помощь крымских татар, которые изгнали его соперника.
В ноябре 1659 года турки изгнали валашского господаря Михню III (1658—1659), который бежал в Трансильванию. Порта назначила новым господарём Валахии Георгия Гику, который занимал престол один год, не пользовавшись поддержкой боярства. Весной 1660 года Константин Щербан прибыл из Трансильванию в Валахию, где безуспешно пытался захватить господарский престол. Георгий Гика получил помощь от крымских татар и изгнал своего соперника. В сентябре 1660 года Георгий Гика уступил валашский престол своему сыну, Григорию Гике (1660—1664).
Во время управления Валахией Георгий Гика перенёс столицу из Тырговиште в Бухарест.